# Megatron (canção)
"Megatron" (estilizado MEGATRON) é uma música da rapper trinidiana Nicki Minaj, lançada como um single individual em Junho de 2019, ao lado de seu vídeo musical. A música também contém um sample da música “Murder She Wrote” de Chaka Demus e Pliers. 

## Antecendentes e Lançamento
“Megatron” é o único single lançado por Nicki Minaj em 2019. Antes do lançamento, Nicki Minaj estava em hiato nas redes sociais depois de encerrar sua turnê mundial, The Nicki Wrld Tour, na Europa.

## Música e Letra
“Megatron”  foi co-escrito por Minaj, Brittany "Chi" Coney, Denisia "Blu Jones" Andrews, Haldane Wayne Browne e Andrew "Pop" Wansel, com produção adicional de Nova Wav e coprodução de Minaj. O conteúdo lírico da música reflete sobre o espírito de festa, namoro e flerte. O ritmo da música é um ritmo uptempo com influências da música caribenha.

## Lançamento
"Megatron" foi anunciado pela primeira vez por Minaj em 12 de junho de 2019, quando a rapper postou a palavra "Megatron" em suas contas de mídia social. Um dia depois, Minaj enviou uma série de fotos do set do videoclipe, anunciando a data de lançamento da música e um episódio de seu próprio programa Beats 1, Queen Radio, para o mesmo dia.  Um teaser do videoclipe foi postado em 19 de Junho.  
A modelo Blac Chyna mostrou apoio aos visuais da música posando em fotos com fundos semelhantes aos teasers de Minaj, levando à especulação de que ela apareceria no videoclipe, rumores os quais foram rapidamente desmentidos por Minaj.  Um dia antes do lançamento da música, a rapper postou um vídeo com seu então namorado e agora marido, Kenneth Petty, e continuou a anunciar a música.

## Desempenho comercial
Nos Estados Unidos, “Megatron” estreou em número 20 na Billboard Hot 100. A música passou cinco semanas não consecutivas na parada. Também alcançou o número 21 no Rhythmic Songs.

## Créditos
Créditos adaptados do site de streaming Tidal:
- Nicki Minaj – vocais, composição, co-produção
- Pop Wansel –  composição, produção, programação
- Brittany "Chi" Coney – produção
- Denisia "Blu June" Andrews – produção
- Haldane Wayne Browne – produção
- Nova Wav – produção adicional, programação
- Aubry "Big Juice" Delaine – gravação
- Jacob Richards – mixagem
- Jaycen Joshua – mixagem